# Isabel (Leyte)
Isabel is een gemeente in de Filipijnse provincie Leyte op het eiland Leyte. Bij de laatste census in 2007 had de gemeente ruim 40 duizend inwoners.

## Geschiedenis
De gemeente is ontstaan in 1947. In die tijd was het inwoneraantal van de gemeente ongeveer 14.000. In de jaren 80 van de 21e eeuw verdubbelde dit aantal als gevolg van de vele mensen die werk zochten envonden in het eind jaren zeventig aangelegde Leyte Industrial Development Estate.

## Geografie

### Bestuurlijke indeling
Isabel is onderverdeeld in de volgende 24 barangays:
| - Anislag - Antipolo - Apale - Bantigue - Benog - Bilwang - Can-andan - Cangag - Consolacion - Honan - Libertad - Mahayag | - Marvel - Matlang - Monte Alegre - Puting Bato - San Francisco - San Roque - Santa Cruz - Santo Niño - Santo Rosario - Tabunok - Tolingon - Tubod |

## Demografie
Isabel had bij de census van 2007 een inwoneraantal van 40.233 mensen. Dit zijn 1.747 mensen (4,5%) meer dan bij de vorige census van 2000. De gemiddelde jaarlijkse groei komt daarmee uit op 0,61%, hetgeen lager is dan het landelijk jaarlijks gemiddelde over deze periode (2,04%). Vergeleken met de census van 1995 is het aantal mensen met 4.099 (11,3%) toegenomen.

De bevolkingsdichtheid van Isabel was ten tijde van de laatste census, met 40.233 inwoners op 64,01 km², 628,5 mensen per km².